# サウスランド・テイルズ
『サウスランド・テイルズ』（Southland Tales）は、2006年にアメリカ合衆国で製作されたSFアクション映画（アメリカでの公開は翌年の2007年）。日本では劇場公開されずビデオスルーになった。

## ストーリー
2005年、テキサス州に核爆弾が投下されたことで、第三次世界大戦が勃発。それから三年後の2008年。アメリカ合衆国には「US認証」という機関が新たに設けられ、国民のプライバシーは完全に政府の管理下に置かれていた。そしてその管理社会に対抗すべくレジスタンスが暗躍する中、大統領候補の娘婿であるアクション俳優、ボクサー・サンタロスが何者かに誘拐される。その後ボクサーは無事保護されるが、彼は記憶を失っており、頭の中には「世界の終わり」への筋書きが埋め込まれていた。

## キャスト
※括弧内は日本語吹替
- ボクサー・サンタロス - ドウェイン・ジョンソン（小山力也）
- クリスタ・ナウ - サラ・ミシェル・ゲラー（水谷優子）
- ローランド・タヴァナー - ショーン・ウィリアム・スコット（高木渉）
- マデリン・フロスト・サンタロス - マンディ・ムーア（園崎未恵）
- ナナ・メイ・フロスト - ミランダ・リチャードソン（宮寺智子）
- パイロット・アビリーン - ジャスティン・ティンバーレイク
- フォン・ウェストファーレン男爵 - ウォーレス・ショーン（茶風林）
- サーペンタイン - バイ・リン
- ヴォーン・スモールハウス - ジョン・ラロケット（岩崎ひろし）
- サイモン・セオリー - ケヴィン・スミス
- バート・ブックマン - ジョン・ロヴィッツ
- ヴェロニカ・マング - エイミー・ポーラー
- インガ・フォン・ウェストファーレン - ベス・グラント
- ウォルター・マング - クリストファー・ランバート
- カタリナ・クンツラー - ゼルダ・ルビンスタイン
- シンディ・ピンジキー - ノーラ・ダン
- ディオン・エレメント - ウッド・ハリス
- マーティン・キーファウヴァー - ルー・テイラー・プッチ
- ヒデオ・タカハシ - サブ・シモノ